# Stan Vidrighin

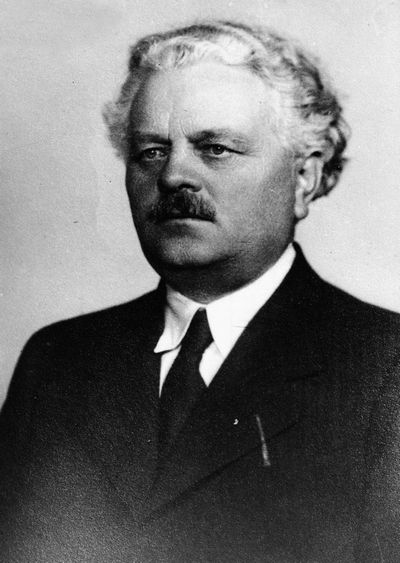
Stan Vidrighin

Stan Vidrighin (* 1876 in Rășinari, damals im Komitat Hermannstadt, Österreich-Ungarn; † 1956 in Bukarest) war ein rumänischer Ingenieur und der erste Bürgermeister von Timișoara nach dem Anschluss des Banats an Rumänien (1. September 1919 bis 30. April 1921 und 3. Januar 1922 bis 31. August 1922).

## Leben
Das Lyzeum besuchte Stan Vidrighin in Hermannstadt, studierte anschließend an der Technischen Hochschule in Budapest und machte 1900 seinen Abschluss. Nach einer zweijährigen Tätigkeit in der Verwaltung von Sopron, gewann er einen Wettbewerb zur Kanalisierung und Trinkwasserversorgung der Stadt Temeswar und wurde vorerst beim technischen Büro der Stadt als Ingenieur eingestellt. Nach zwei Jahren wurde er zum Chefingenieur desselben Büros befördert, wo er das Projekt zur Kanalisierung und zur Wasserversorgung der Stadt mit Trinkwasser in die Wege leitete. In Vorbereitung dieser beiden Projekte machte er einige Studienreisen nach Dresden, Berlin, Hamburg, Köln, Straßburg, Karlsruhe und London.

## In Timișoara

### Bürgermeister
Stan Vidrighin war ein großer Militant der Vereinigung des Banats und Siebenbürgens mit Rumänien. Am 1. Dezember 1918 war er bei der Großen Nationalversammlung in Alba Iulia und kurz nach dem Anschluss des Banats an Rumänien am 1. September 1919, wurde er zum Bürgermeister von Timișoara gewählt. Er hatte dieses Amt bis zum 30. April 1921 inne, um ein Jahr später, am 3. Januar 1922 erneut gewählt zu werden. Diese zweite Amtszeit dauerte bis zum 31. August 1922.
Während seiner Amtszeit wurde die Kanalisation der Stadt, die Versorgung mit Trinkwasser, mit Gas und mit elektrischem Strom sowie der öffentliche Verkehr neugestaltet.

### Schulrektor
Zusammen mit Professor Traian Lalescu war er Gründungsmitglied der Polytechnischen Schule in Temeswar, deren Rektor er ab 1921 war.

## In Bukarest
Im September 1923 wurde er nach Bukarest versetzt, um dort die Wasserversorgung und Kanalisation zu verwalten. Dort wurde er später Direktor der Poșta Română und anschließend Direktor der rumänischen Staatsbahn Căile Ferate Române. 1956 starb er im Alter von 80 Jahren.

## Ehrungen
- Am 3. August 2009 wurde im Zentralpark von Temeswar die Büste von Stan Vidrighin feierlich enthüllt.